# Rise of the Teenage Mutant Ninja Turtles
Rise of the Teenage Mutant Ninja Turtles er en amerikansk tegnefilmserie fra 2018.